# L'eletta
L’eletta è un docu-film italiano del 2006 diretto da Camilla Paternò e incentrato su Vladimir Luxuria.

## Trama
L'opera tratta la campagna elettorale di Vladimir Luxuria, la prima donna transgender a sedere nel Parlamento italiano. Da animatrice di serate in locali gay trova la fama nei salotti televisivi e raggiunge la consacrazione come paladina dei diritti LGBT con l’organizzazione del primo World Gay Pride a Roma nell’anno del Giubileo. Luxuria entra in parlamento e con lei emerge uno spaccato sociale di un’Italia che cambia a dispetto dei pregiudizi. Grazie alle sue battaglie sociali in giro per l‘Italia le istanze delle persone LGBT assumono visibilità e riconoscimento sociale.